# Salus Altmark Holding

Logo der Salus Altmark Holding

Die Salus Altmark Holding ist eine Beteiligungsgesellschaft für landeseigene Einrichtungen des Gesundheitswesen des Landes Sachsen-Anhalt. Ihr unterstehen die gGmbHs Altmark-Klinikum, Salus und das Krankenhaus Seehausen. Sie beschäftigt rund 4.200 Menschen an 15 Standorten.
Die Salus gGmbH  mit Sitz in Magdeburg wurde 1997 gegründet. Sie verwaltet das Fachklinikum Bernburg (225 Betten) und das Fachklinikum Uchtspringe (306 Betten), dazu weitere Tageskliniken und ambulante Angebote. Zu ihren Aufgaben zählt auch der Maßregelvollzug, der mit den Einrichtungen in Bernburg (179 Plätze), in Uchtspringe (210 Plätze plus 80 Plätze) sowie der forensischen Ambulanz realisiert wird.
Das Krankenhaus Seehausen verfügt über ca. 114 Betten. Zur Altmark-Klinikum gGmbH zählen das Krankenhaus Gardelegen sowie das Krankenhaus Salzwedel.